# Museo archeologico al teatro romano
Il museo archeologico al teatro romano è un grande complesso museale che sorge nel quartiere di Veronetta a Verona, in prossimità dell'ansa del fiume Adige; esso è composto da palazzo Fontana, che funge da ingresso all'ampia area, dal sito archeologico del teatro romano di Verona e dal museo vero e proprio, situato nel quattrocentesco convento dei Gesuati.

## Storia

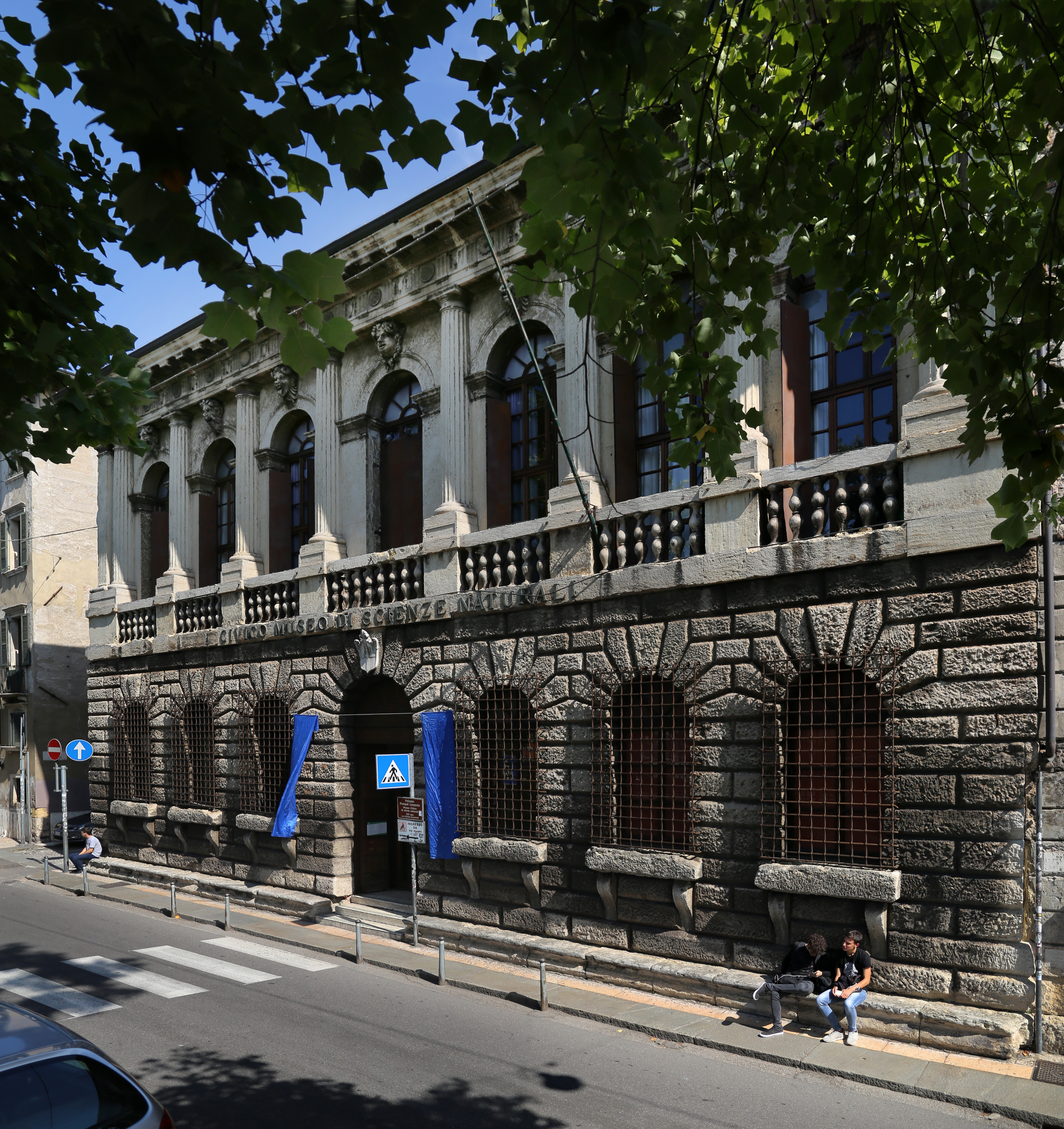
Palazzo Pompei di Michele Sanmicheli, prima sede del museo archeologico di Verona e oggi sede del museo di storia naturale

Le collezioni archeologiche che sarebbero poi entrare a far parte del materiale a disposizione del museo archeologico al teatro romano, erano precedentemente depositate, almeno dal 1857, presso il museo civico che si trovava all'interno di palazzo Pompei, edificio opera dell'architetto rinascimentale-manierista Michele Sanmicheli e ubicato in prossimità di porta Vittoria.
I primi reperti archeologici provenivano da collezioni private che furono donate al Comune di Verona nel corso degli anni, ma in particolare nell'Ottocento, da importanti famiglie veronesi. Particolarmente preziose furono quindi le donazioni che andarono a formare il primo catalogo, opera di Giovanni Fontana, il cui lascito comprese molti elementi decorativi e statue provenienti dall'area del teatro, di Giacomo Verità, la cui collezione comprendeva urne etrusche, statue in bronzo, lucerne e vasi greci, e le donazioni di numerose epigrafi da parte di Girolamo Orti Manara e Antonio Smania.
Successivamente il Comune si prodigò nell'acquisto di diverse altre collezioni, tra cui quella di Jacopo Muselli, di cui facevano parte oggetti in vetro, terracotta e bronzo, quella dell'archeologo Bernardino Biondelli, comprendente vasi etruschi, e la collezioni di vasi in ceramica della famiglia Lazise-Gazzola, mentre Carlo Alessandri, nel 1895, donò la sua ampia collezione di statue, vasi, statuette in bronzo e oggetti in vetro. A queste collezioni si aggiunsero poi altri reperti rinvenuti nel corso di scavi archeologici effettuati in città e nella provincia di Verona.

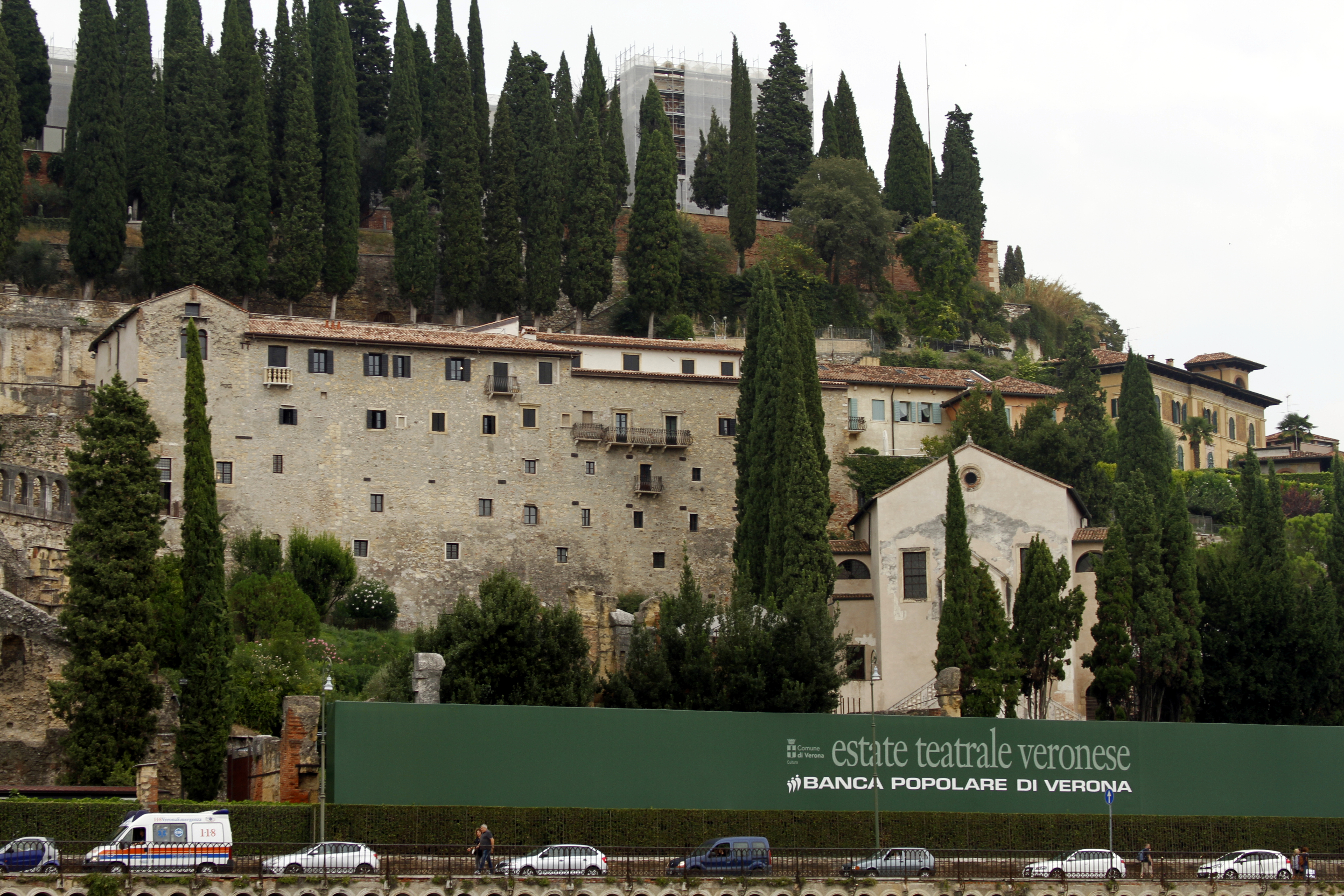
Il convento dei Gesuati, sede del museo a partire dal 1924

Finalmente nel 1904 il Comune acquistò, dagli eredi di Andrea Monga, tutta l'area su cui insisteva il sito archeologico del teatro, compresi gli edifici che vi sorgevano e le collezioni archeologiche di epigrafi ed elementi decorativi e architettonici provenienti dagli scavi effettuati nella stessa area. Il museo archeologico venne così istituito nel 1924 e trovò sede nel quattrocentesco convento dei Gesuati, un complesso che domina dall'alto l'area del teatro romano e che venne soppresso per mezzo di un decreto napoleonico nel 1805.
Dopo l'allestimento museale realizzato durante gli anni trenta del Novecento, il museo non fu più oggetto di importanti cantieri per numerosi anni. Solo negli anni settanta vi furono alcuni interventi di restauro, ma più importanti lavori di consolidamento delle strutture e il rinnovamento dell'allestimento museale furono eseguiti solo tra il 2013 e il 2016, quando il museo fu così riaperto al pubblico con un'aggiornata veste museografica.

## Descrizione
L'ingresso all'area archeologica e al museo avviene attraverso palazzo Fontana, un edificio rinascimentale che ha inglobato cospicui resti dell'edificio scenico dell'antico teatro romano di Verona, ancora oggi facilmente osservabili e distinguibili. L'edificio, così chiamato dal nome della famiglia che vi abitò nel Settecento e che condusse gli scavi archeologici del teatro,  presenta al piano terreno la biglietteria e una sala introduttiva al sito archeologico, mentre ai piani superiori si trovano alcune aule didattiche per attività di laboratorio, destinati in particolare all'uso delle scolaresche.
Usciti dal palazzo si può accedere e visitare il complesso del teatro e, risalendo le gradinate della cavea si può giungere alla sede vera e propria del museo, situato all'interno del convento dei Gesuati. Questo era un complesso che si distribuiva in più piani lungo un vasto ambiente a terrazza, scavato nella collina già in epoca romana: di esso sopravvivono ancora molti elementi monumentali, come la chiesa di San Girolamo, il chiostro minore, il refettorio e le celle dei religiosi.

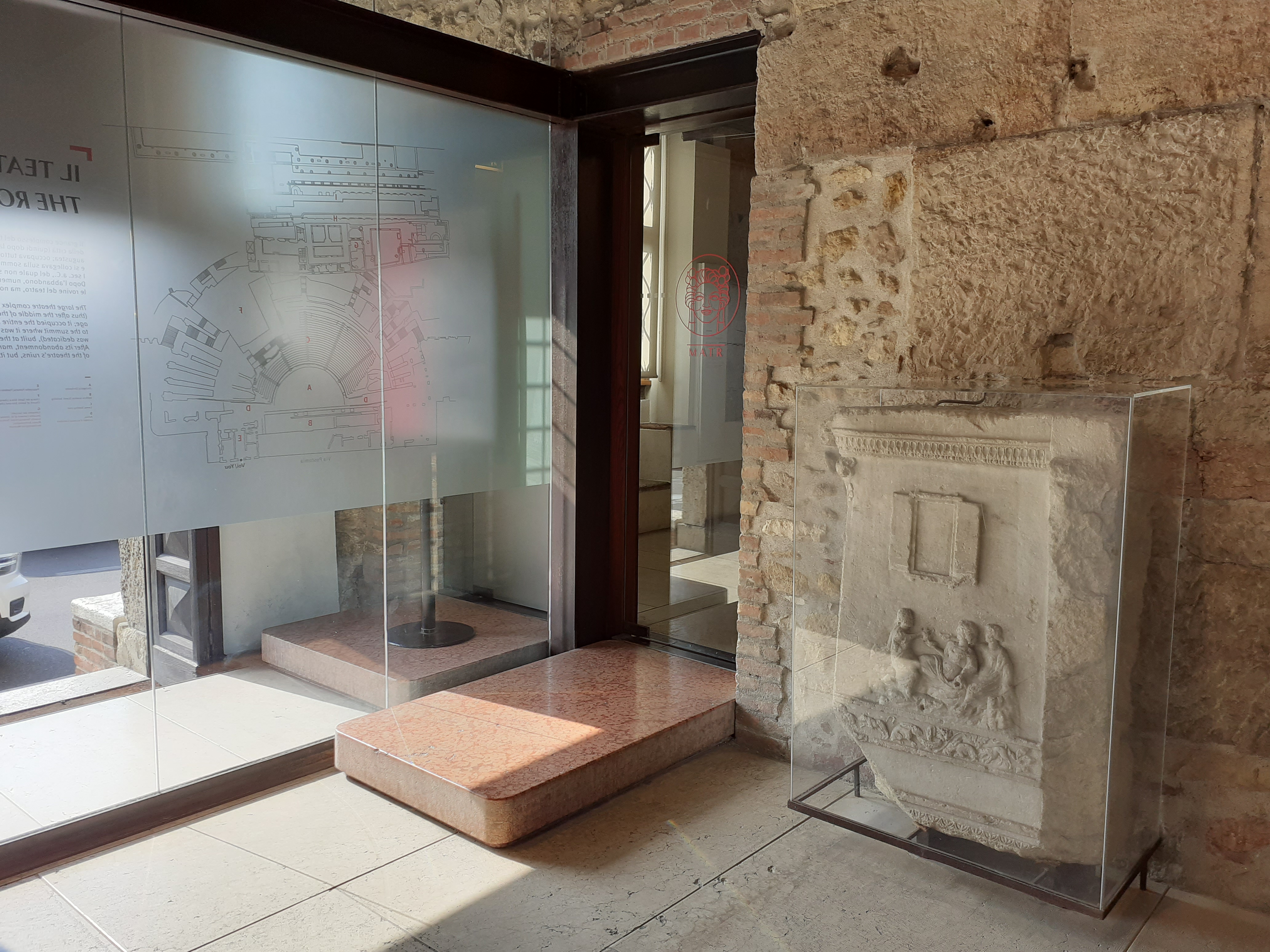
L'ingresso di palazzo Fontana
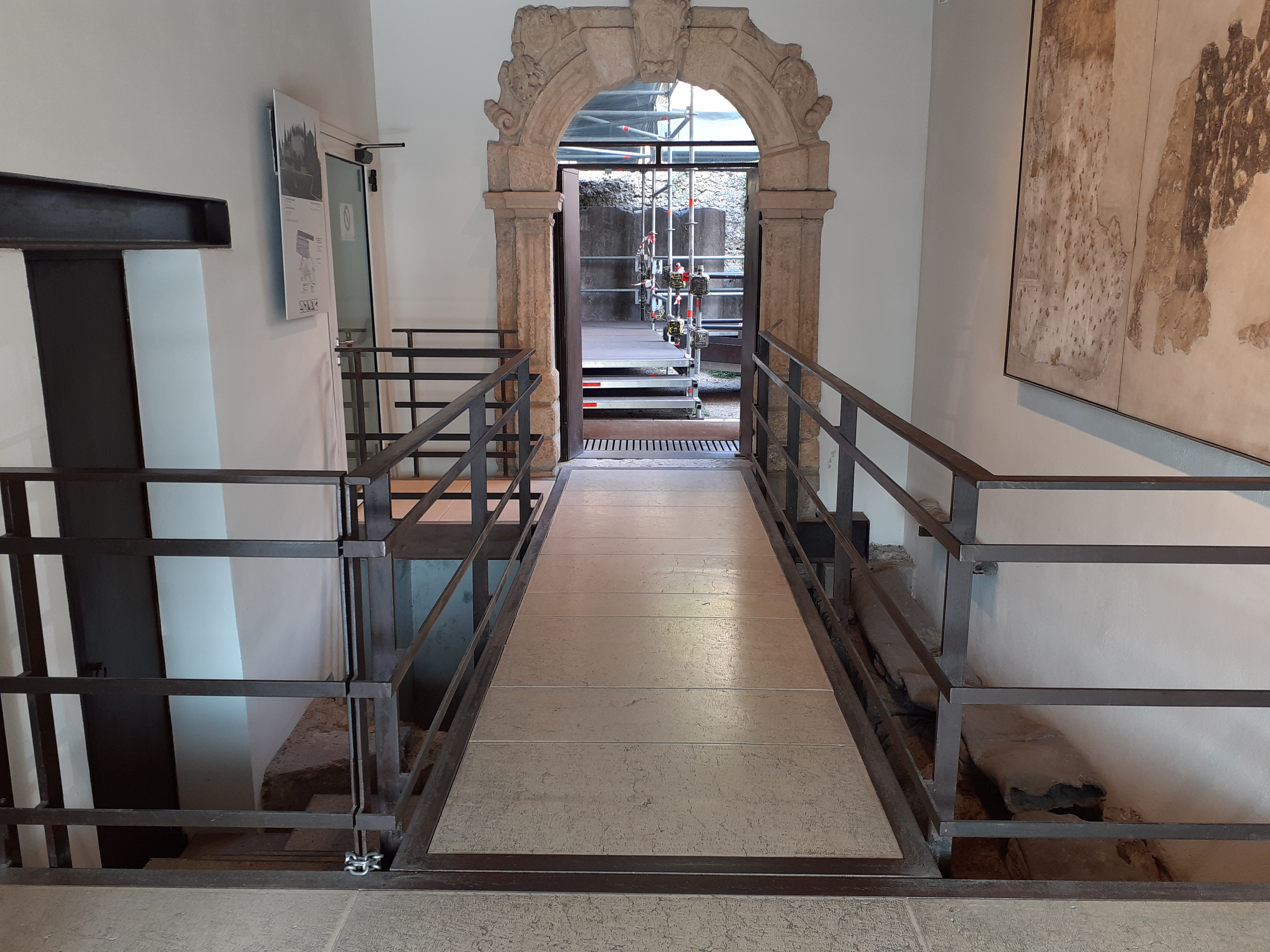
L'accesso da palazzo Fontana al teatro romano
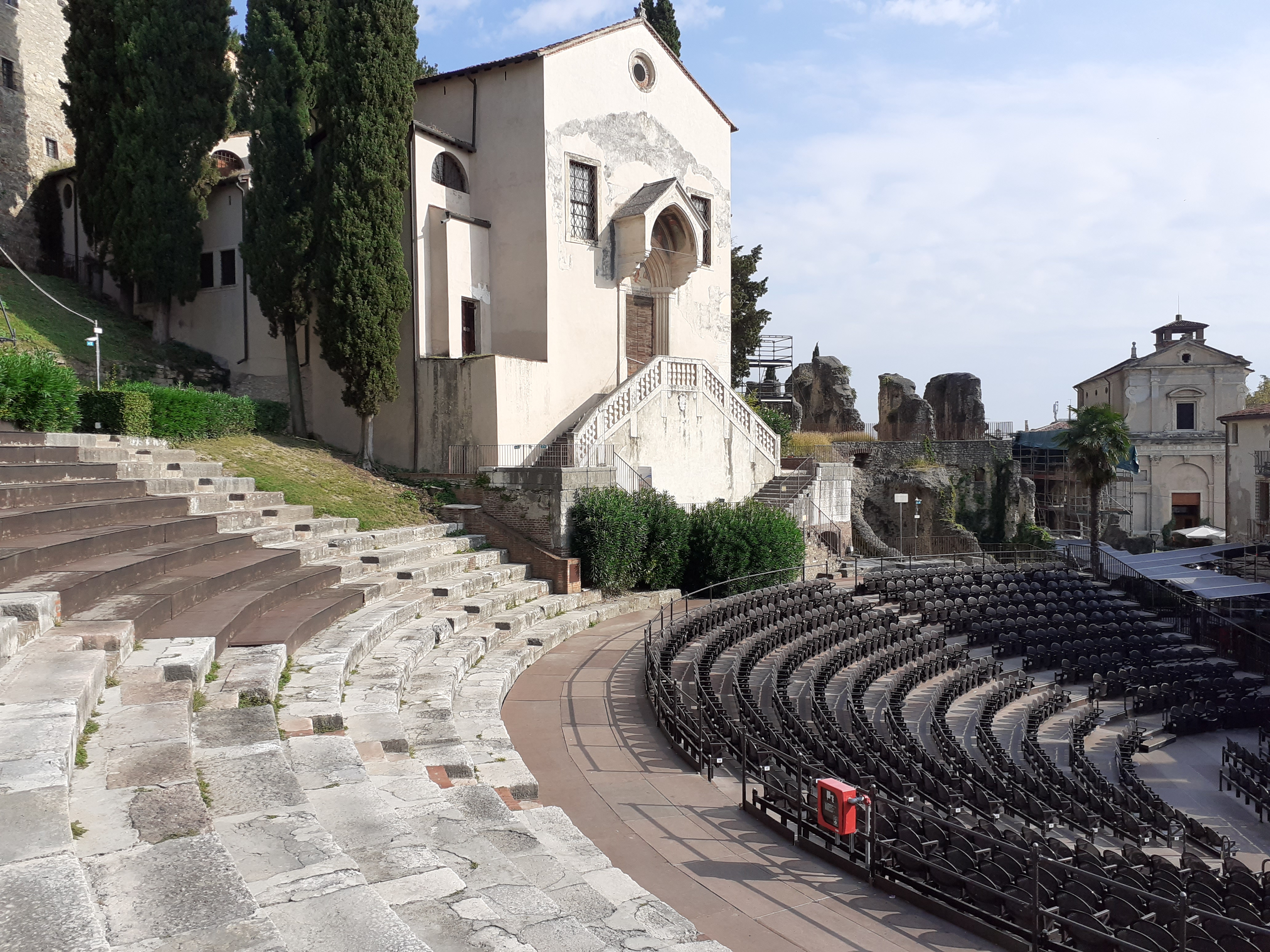
La cavea del teatro romano e la chiesa dei Santi Siro e Libera

### Quinto piano
Abitare a VeronaL'impianto planimetrico del convento consente di seguire diversi percorsi di visita, tuttavia quello consigliato inizia dal quinto piano del convento, ove si accede a un ambiente che introduce alla Verona romana e in cui si possono trovare diverse testimonianze legate agli edifici che vi sorgevano come gli oggetti che vi sono stati rinvenuti, tra cui raffinati arredi.
Le necropoliQuesta sezione è dedicata alle necropoli che sorgevano al di fuori delle mura romane di Verona e ai tipi di sepoltura adottati in epoca romana; in età antica, infatti, era proibito la sepoltura dei morti in città per questioni di igiene pubblica, per cui i sepolcri sorgevano lungo le strade che si diramavano dalle porte urbiche. È presente, tra le altre, la cosiddetta "tomba del medico", un interessante sepolcro ritrovato nel 1910.
Arco dei GaviSegue quindi il settore dedicato agli edifici pubblici sorti in città e alle strutture più note in quanto ancora visibili. Nella prima sezione è esposto il plastico ottocentesco dell'arco dei Gavi, uno dei più interessanti monumenti della Verona romana, realizzato nel I secolo su progetto dell'architetto Vitruvio Cerdone. Questo modello in legno fu realizzato più precisamente nel 1813 dell'intagliatore Luigi Sughi sulla base dei rilievi grafici effettuati da Giuseppe Barbieri: ogni singolo pezzo di legno rappresenta uno dei conci in pietra originari, e sono scomponibili e numerati. Nella stessa area si trovano le stampe antiche raffiguranti lo stesso arco e i calchi delle iscrizioni che si trovano sotto le quattro nicchie dell'arco e recanti i nomi di tre personaggi della famiglia Gavia, i quali diedero il nome al monumento.
Anfiteatro romanoLa seconda sezione riporta il plastico dell'anfiteatro Arena, realizzato dal 1770 al 1780. Nello stesso ambiente si trovano alcuni reperti archeologici e statue che dovevano trovarsi nelle arcate del monumento, essendo stati ritrovati durante alcuni scavi in loco. Gli archeologi datarono tali ritrovamenti all'età giulio-claudia (che va dalla morte dell'imperatore Augusto nel 14 d.C. alla morte dell'imperatore Claudio nel 54 d.C.), per cui per analogia le stesse strutture dell'anfiteatro romano possono essere datate alla stessa epoca. Vicino al plastico è stato posto un mosaico romano rinvenuto nel 1935 in una casa situata all'esterno delle mura romane di Verona, in via Diaz 18, ove sono raffigurate tre scene di gladiatori in combattimento: il gladiatore vincitore, il gladiatore morto e il gladiatore graziato.
Teatro romanoQuesta sezione illustra l'aspetto attuale del teatro romano di Verona e presenta varie ricostruzioni che sono state ipotizzate dell'aspetto originario. Sulla parete è affissa una pianta di inizio Novecento con indicati in rosso i reperti archeologici del teatro, con il palco, le gradinate e il convento, e in nero le costruzioni che si sono sovrapposte nel corso dei secoli, in particolare alcuni palazzi e la chiesa dei Santi Siro e Libera. In una vetrina si trovano due dipinti settecenteschi con ricostruzioni di fantasia del teatro visto dall'Adige, mentre in un altro ambiente si trovano alcune stampe antiche del teatro realizzate da Giovanni Caroto, oltre che una serie di reperti archeologici del teatro.
Santuario di Iside e SerapideL'allestimento di questo piano si conclude con la sezione dedicata al santuario di Iside e Serapide, dove sono mostrate alcune sculture di divinità egizie ritrovate nell'area del teatro romano e della chiesa di Santo Stefano. Vista la presenza di statue, di materiale di origine egizia e di alcune iscrizioni, si ipotizza che in quest'area fosse presente una struttura dedicata al culto di queste due divinità, di cui però non sono giunte fino a noi tracce architettoniche.

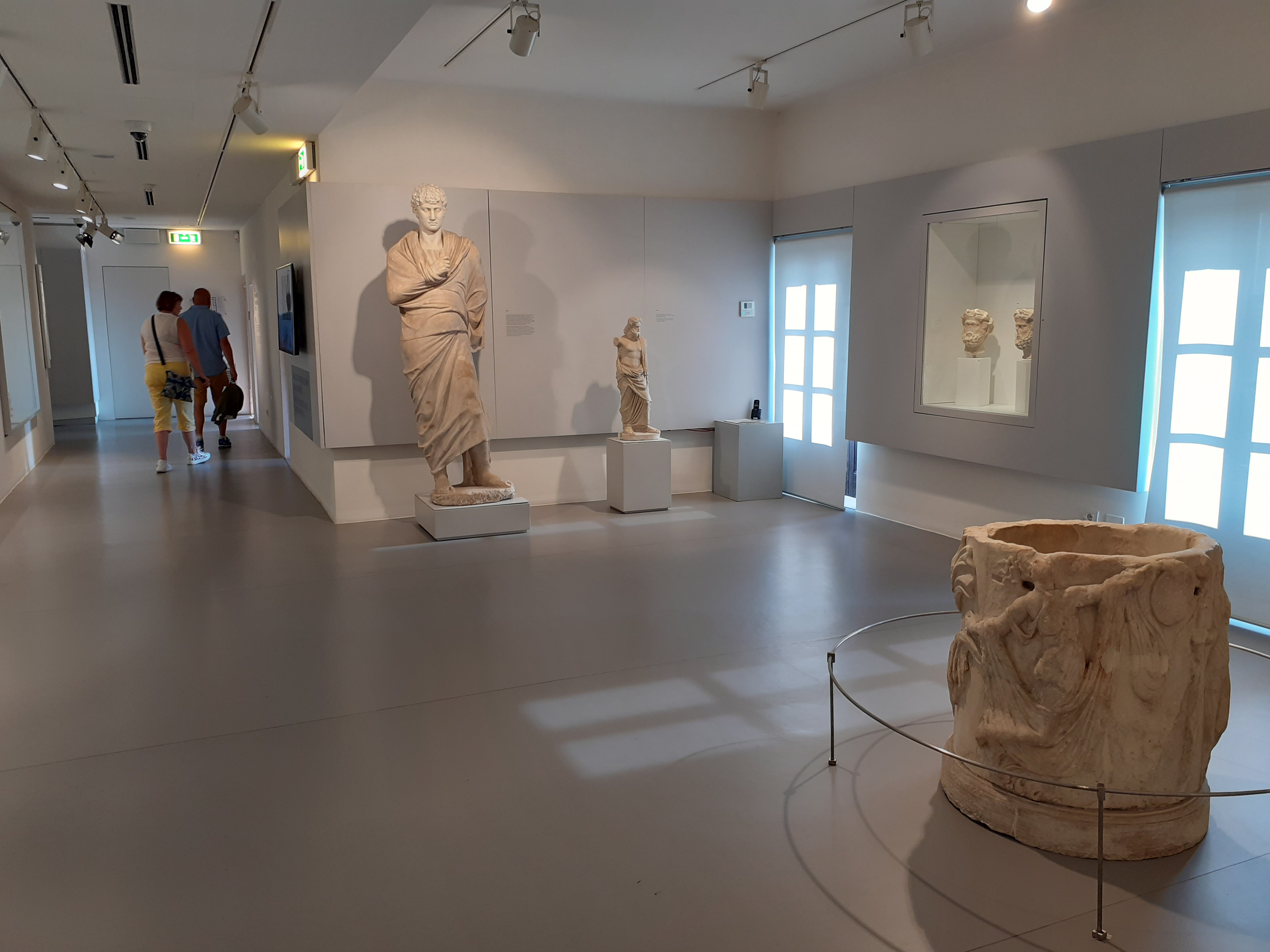
Uno degli ambienti del quinto piano
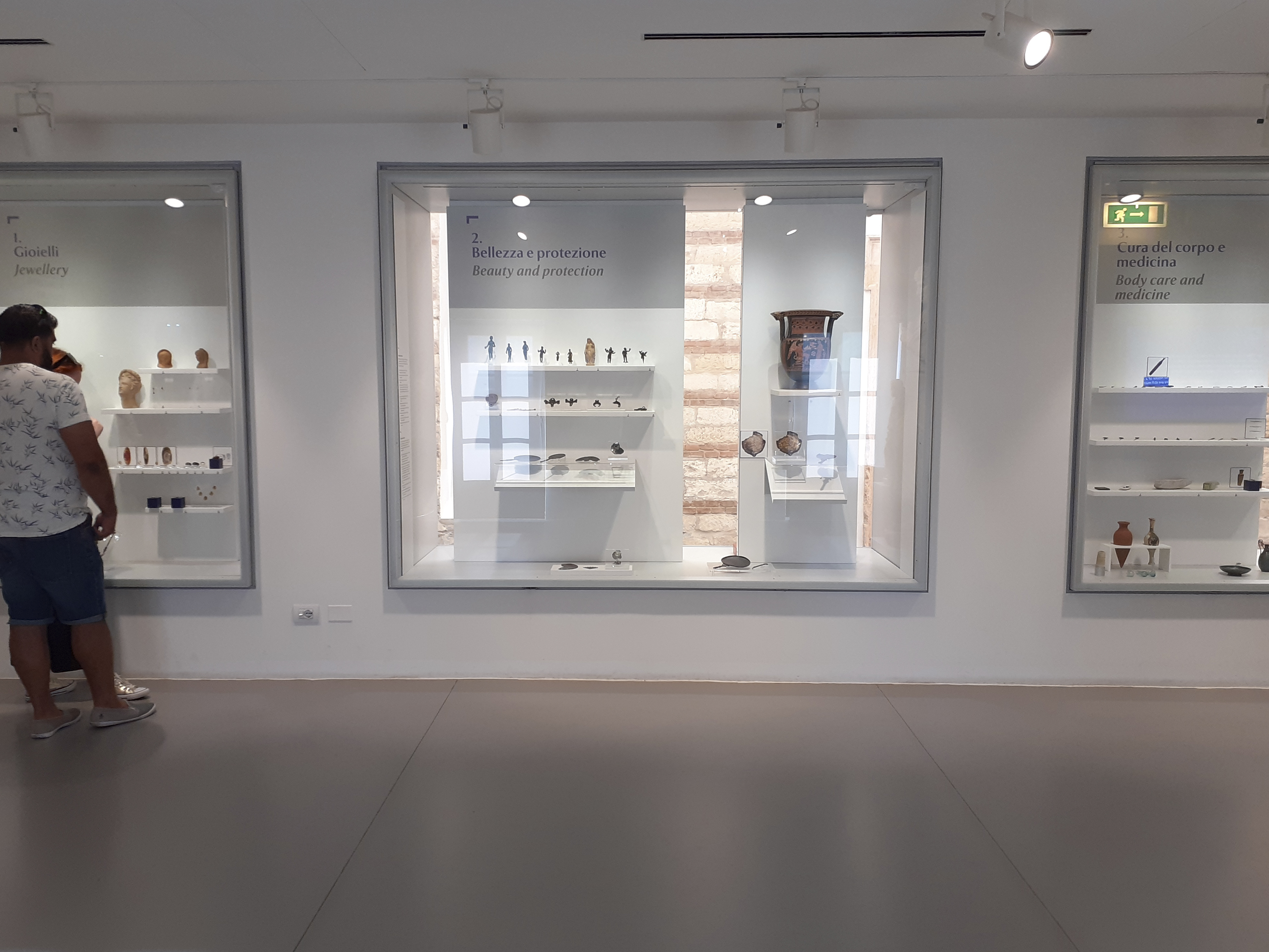
Alcune vetrine della sezione relativa al "abitare a Verona"

### Quarto piano
Scultura in bronzoScendendo al quarto piano per mezzo di un elegante scalone in pietra si entra nel nuovo cortile coperto ove sono state collocate le sculture in bronzo che ornavano la città pubblica. Si deve considerare che Verona è fra le città romane dell'Italia settentrionale con il più alto numero di reperti in bronzo, oggetti piuttosto rari in quanto molto spesso venivano rifusi per ottenere altri oggetti.
Scultura in marmoQuesta sezione si svolge nel cortile coperto e, soprattutto, nell'ex refettorio, dove si trovano le più grandi sculture marmorea trovate a Verona; tra gli esempi di più forte impatto visivo e importanza storica si possono citare una riproduzione romana della Venere di Fidia presente nel frontone del Partenone di Atene e una grande figura femminile panneggiata, forse una statua di culto.
Scultura di collezioneDall'ex refettorio si può quindi accedere alla sezione destinata alla scultura di collezione e composta da busti di imperatori e sculture in marmo, provenienti dalle collezioni private di nobili famiglie veronesi, tra le quali i Monga, Giusti, Alessandri e Verità, che furono donate o acquistate nei secoli passati dal Comune di Verona, e testimonianza pertanto della passione per l'antico che caratterizzava lo spirito di numerosi studiosi e nobili veronesi.
Celle monasticheLungo un corridoio di collegamento si aprono tre celle monastiche in cui sono esposti reperti di piccole dimensioni, sia rinvenuti nel territorio veronese che di collezione. Nella prima cella vi sono vetri soffiati con reperti di bottiglie, bicchieri, piatti, vasi e anfore, nella seconda vi sono bronzetti di epoca romana, tra cui quelli di divinità greche e romane, tenute in casa per adorazione, infine nell'ultima cella vi sono invece bronzetti preromani.
Chiostro e monumenti funerariLa visita del museo prosegue nel chiostro del convento, dove sono state collocate numerose iscrizioni, lapidi ed esempi di scultura, di carattere prevalentemente funerario, opera di lapicidi romani che modellavano la pietra calcarea locale, per lo più coltivata nelle cave della Valpolicella.
Chiesa di San Girolamo e mosaici romaniTra i due chiostri del convento si trova l'ambiente successivo, la chiesa di San Girolamo, edificata nel 1432 come un semplice ambiente ad aula unica e terminante in un'abside, dove si possono ammirare pregevoli affreschi e un soffitto ligneo realizzato nel XVI secolo; in questo ambiente sono stati collocati diversi mosaici romani, sia policromi che bicromi, rinvenuti a Verona e nelle ville romane situate nei dintorni della città.
Grande terrazza e monumenti lapideiInfine dalla chiesa si può accedere ad una grande terrazza realizzata in età romana, dove sono esposti lapidi funerarie e alcuni elementi decorativi e architettonici.

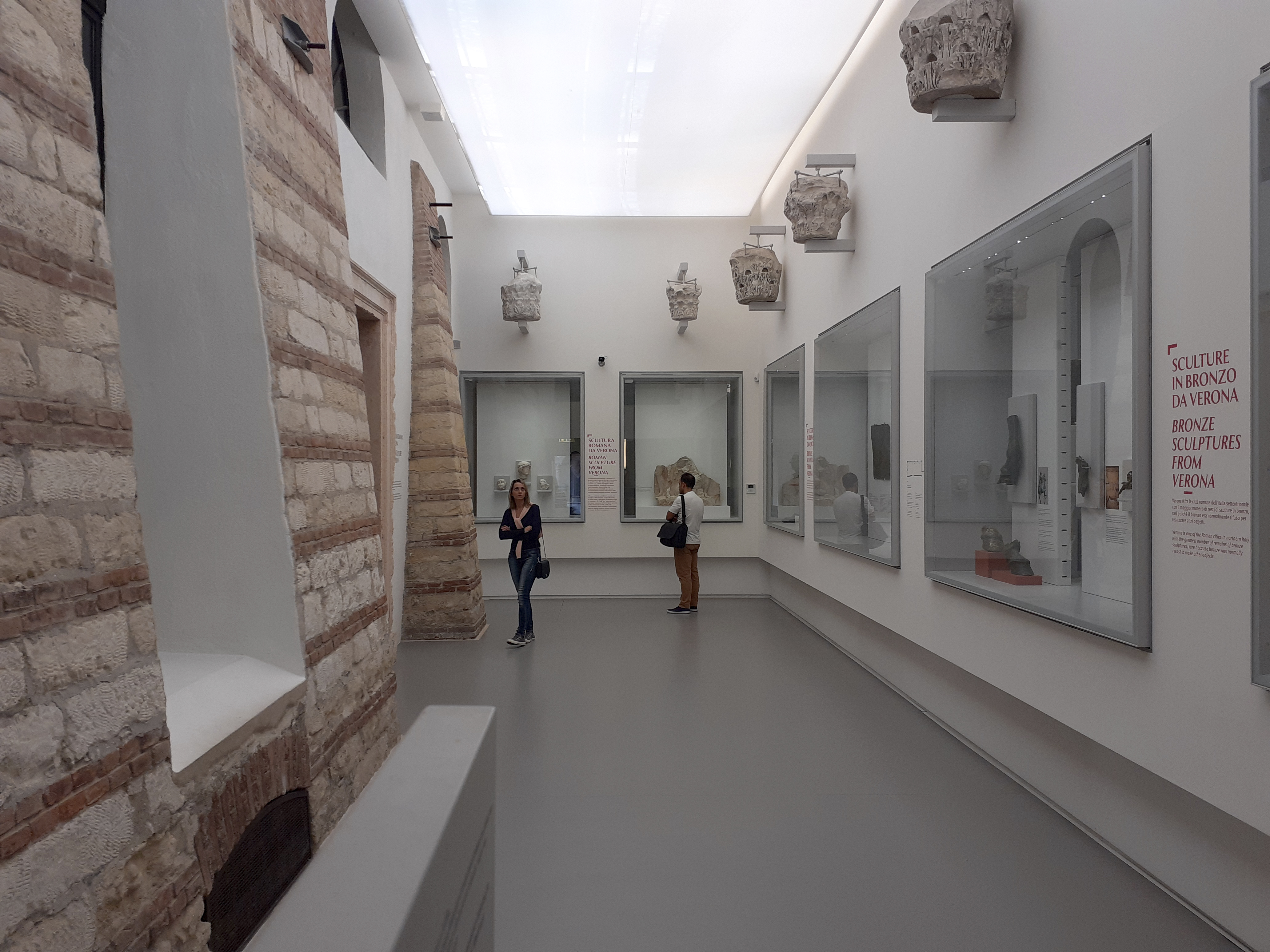
La sezione della scultura in bronzo nel cortile coperto
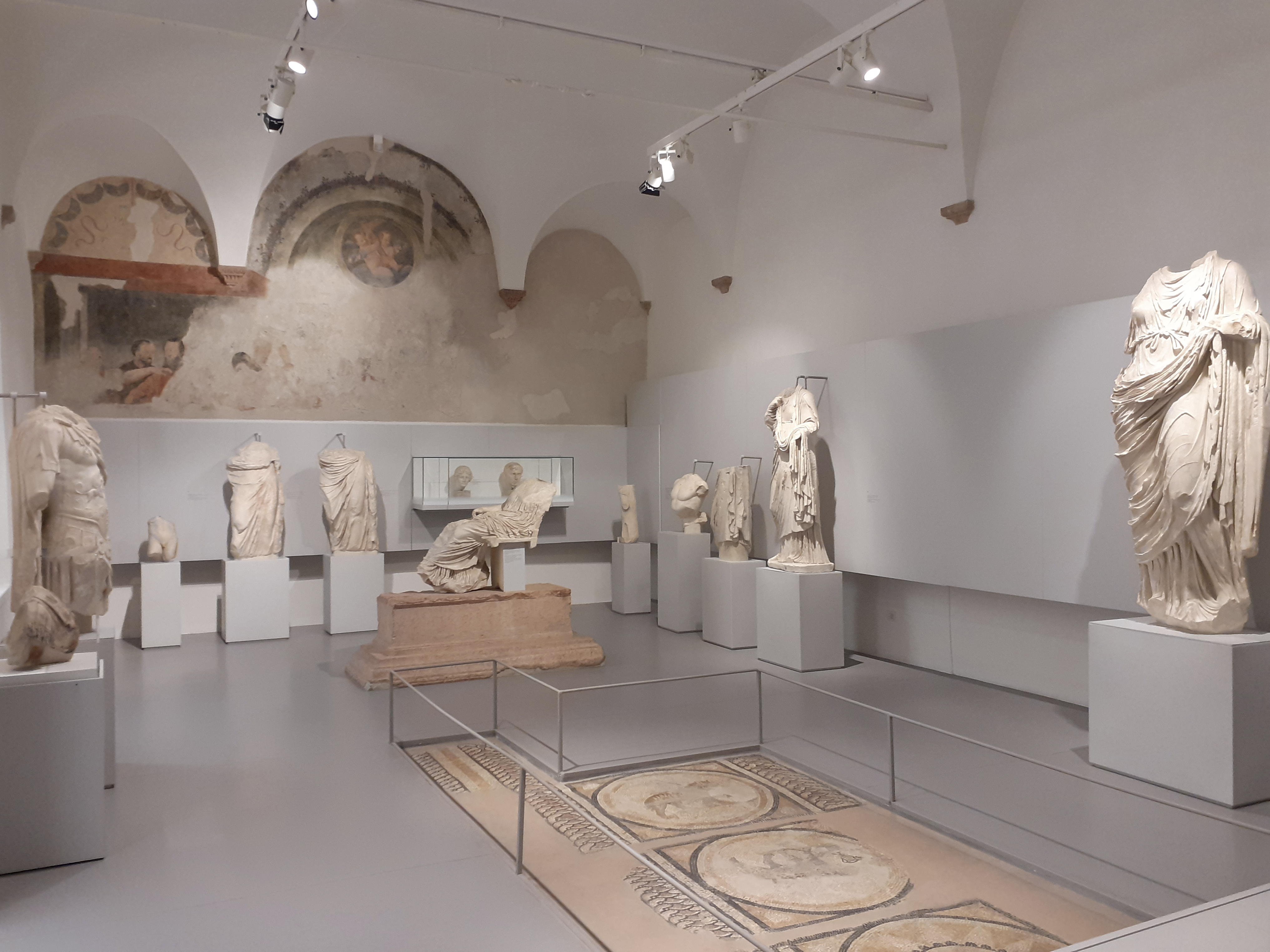
La sezione della scultura in marmo nel refettorio
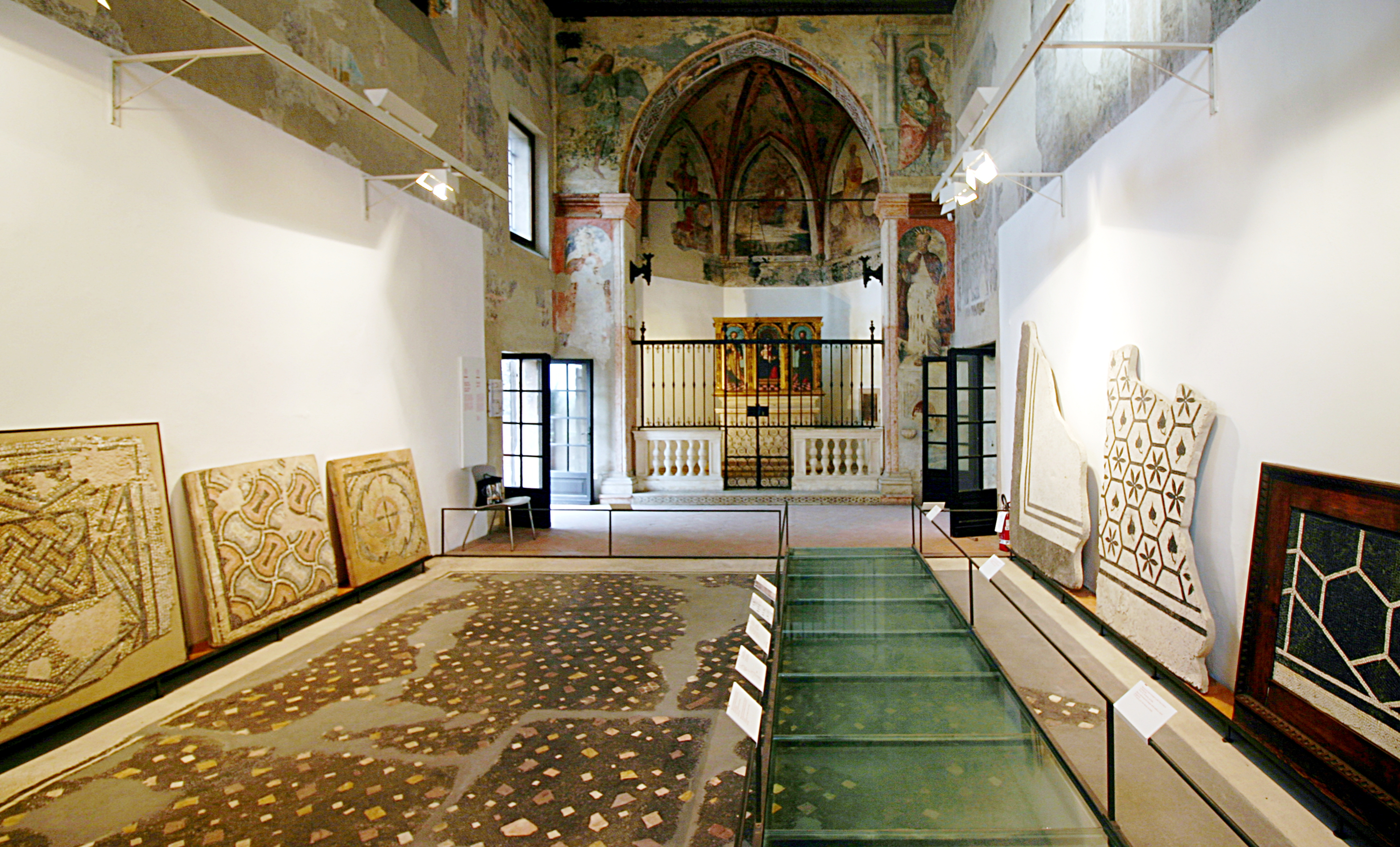
La chiesa di San Girolamo, dove sono esposti i mosaici romani
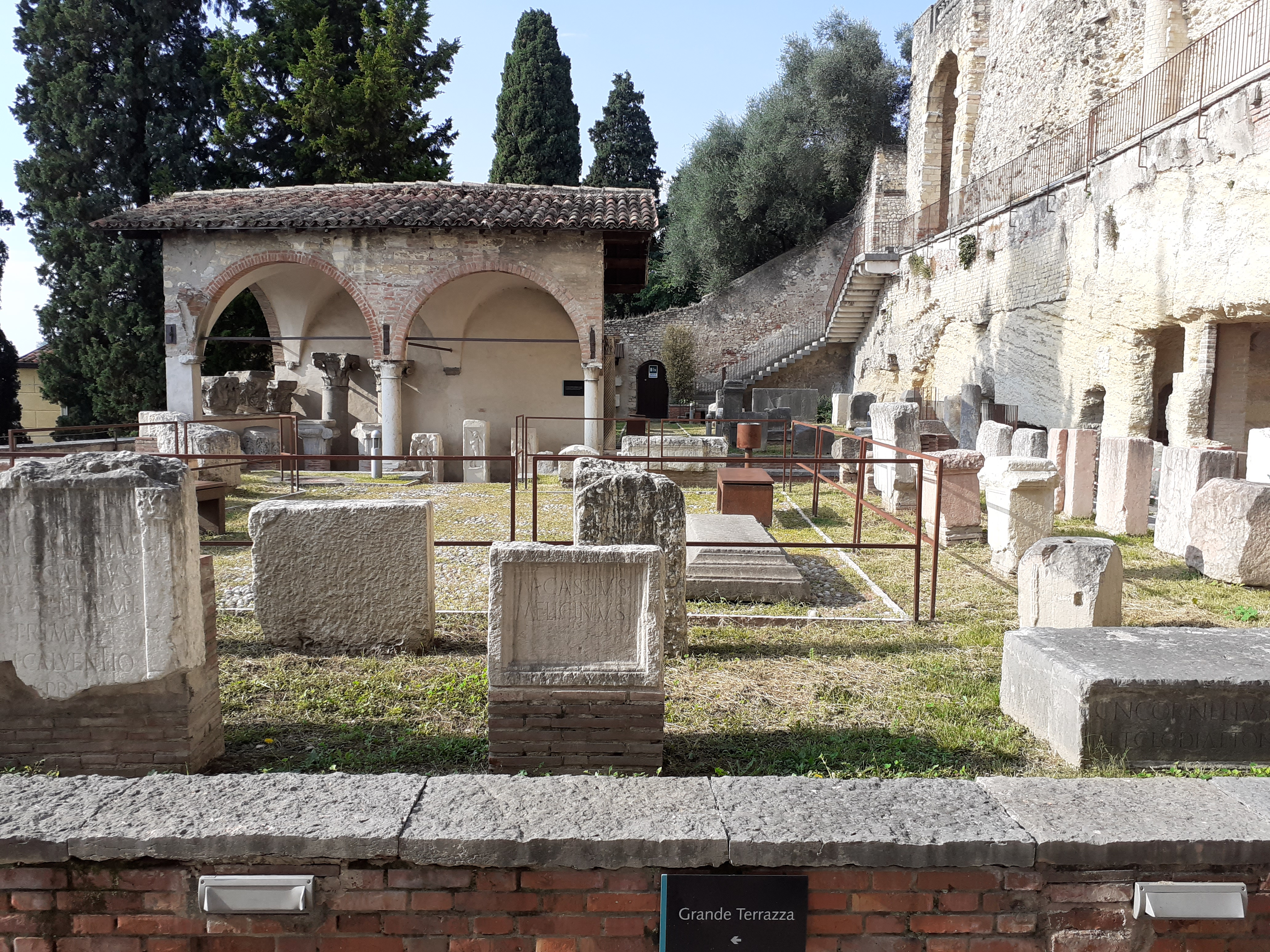
La grande terrazza panoramica

### Terzo piano
Portineria del conventoIl percorso consigliato di visita al museo si conclude al terzo piano, nell'ambiente che fungeva da portineria del convento, dove sono esposte alcuni altari e lapidi dedicati ai dei romani il cui culto era diffuso nel territorio veronese, oltre che ad alcuni raffinati elementi architettonici rinvenuti in città.